# 191
Cette page concerne l'année 191  du calendrier julien. Pour l'année 191 av. J.-C., voir 191 av. J.-C. Pour le nombre 191, voir 191 (nombre).
L'année 191 est une année commune qui commence un vendredi.

## Événements
- Septembre[1] : Vologèse V se révolte contre son père Vologèse IV et devient roi des Parthes en 192[2].

- L'empereur romain Commode change son nom, change le nom des mois et rebaptise la ville de Rome Colonia Lucia Aurelia Nova Commodiana[3].

- En Chine, Zhang Lu se rend maître de Hanzhong à la frontière du Shaanxi et du Sichuan, qu'il gouverne selon les principes de l'École des cinq boisseaux de riz. Il se rend en 215 au général Cao Cao[4].
- Début du règne de Vâsudeva, empereur Kusana, en Inde (fin vers 225)[5].
- Incendie du temple de la Paix, du temple de Vesta et d'une portion de Rome[6], attribué par certains auteurs, en particulier l'Histoire Auguste, à Commode (ou en 192)[7]. La bibliothèque de la Paix, qui abrite les manuscrits du médecin grec Claude Galien, est détruite[8]. L'incendie est mentionné par Galien lui-même (Sur ses propres livres, 3, 7 et Sur les médicaments composés selon les genres 1, 1 - Kühn XIII, 362), Dion Cassius (Hist. 72, 24) et Hérodien (1, 14, 2-6)[9].

## Décès en 191
- Janvier, Hua Xiong, commandant militaire sous Dong Zhuo.
- Geng Wu, Chef greffier sous Han Fu.
- Guan Chun, greffier adjoint sous Han Fu.
- Han Fu, seigneur de guerre chinois.
- Gongsun Yue, frère de Gongsun Zan.
- Seimu, empereur du Japon.
- Sun Jian Wentai, grand seigneur de guerre chinois.